# Точка бифуркации
Точка бифуркации — смена установившегося режима работы системы. Термин из неравновесной термодинамики и синергетики.
Точка бифуркации — критическое состояние системы, при котором система становится неустойчивой относительно флуктуаций и возникает неопределённость: станет ли состояние системы хаотическим или она перейдёт на новый, более дифференцированный и высокий уровень упорядоченности. Термин из теории самоорганизации.

## Свойства точки бифуркации
1. Непредсказуемость. Обычно точка бифуркации имеет несколько веточек аттрактора (устойчивых режимов работы), по одному из которых пойдёт система. Однако заранее невозможно предсказать, какой новый аттрактор займёт система.
2. Точка бифуркации носит кратковременный характер и разделяет более длительные устойчивые режимы системы.
3. Лавинный эффект хеш-функций предусматривает запланированные точки бифуркации, преднамеренно вносящие непредсказуемые для наблюдателя изменения конечного вида хеш-строки при изменении даже единого символа в исходной строке.